# 1998 (numero)
Millenovecentonovantotto (1998) è il numero naturale dopo il 1997 e prima del 1999.

## Proprietà matematiche
- È un numero pari.
- È un numero composto da 16 divisori: 1, 2, 3, 6, 9, 18, 27, 37, 54, 74, 111, 222, 333, 666, 999, 1998. Poiché la somma dei suoi divisori (escluso il numero stesso) è 2562 > 1998, è un numero abbondante.
- È un numero semiperfetto in quanto pari alla somma di alcuni (o tutti) i suoi divisori.
- È un numero palindromo e un numero ondulante nel sistema posizionale a base 14 (A2A).
- È un numero di Harshad nel sistema numerico decimale, cioè è divisibile per la somma delle sue cifre.
- È un numero congruente.
- È un numero pratico.
- È un numero malvagio.
- È parte delle terne pitagoriche  (640, 1998, 2098), (648, 1890, 1998), (1998, 2664, 3330), (1998, 3864, 4350), (1998, 8880, 9102), (1998, 12240, 12402), (1998, 26936, 27010), (1998, 36936, 36990), (1998, 110880, 110898), (1998, 332664, 332670), (1998, 998000, 998002).

## Astronomia
- 1998 Titius è un asteroide della fascia principale del sistema solare.

## Astronautica
- Cosmos 1998 è un satellite artificiale russo.